# 1973 en santé et médecine
| Années de la santé et de la médecine : 1970 - 1971 - 1972 - 1973 - 1974 - 1975 - 1976    |
| Décennies de la santé et de la médecine : 1940 - 1950 - 1960 - 1970 - 1980 - 1990 - 2000 |

Cet article présente les faits marquants de l'année 1973 en santé et médecine.

## Événements
- 27 février : création de l'association France Hypophyse par les professeurs  Pierre Royer et Jean-Claude Job. Elle fabrique de l'hormone de croissance à partir d'hypophyse de cadavres.

## Naissances
- 12 octobre : Marie-Carmelle Elie, urgentiste américaine.

## Décès
- 27 juin : Ida Mett (née en 1901), médecin, essayiste et syndicaliste libertaire d'origine russe[1].